# (8268) Goerdeler
(8268) Goerdeler est un astéroïde de la ceinture principale.

## Description
(8268) Goerdeler est un astéroïde de la ceinture principale. Il fut découvert le 29 septembre 1987 à Tautenburg par Freimut Börngen. Il présente une orbite caractérisée par un demi-grand axe de 2,76 UA, une excentricité de 0,05 et une inclinaison de 5,2° par rapport à l'écliptique.

## Compléments